# Warren Coye
Warren Coye (nascido em 7 de dezembro de 1965) é um ex-ciclista olímpico belizenho. Representou sua nação em dois nos Jogos Olímpicos de Verão de 1984.